# Ulrich Sieg

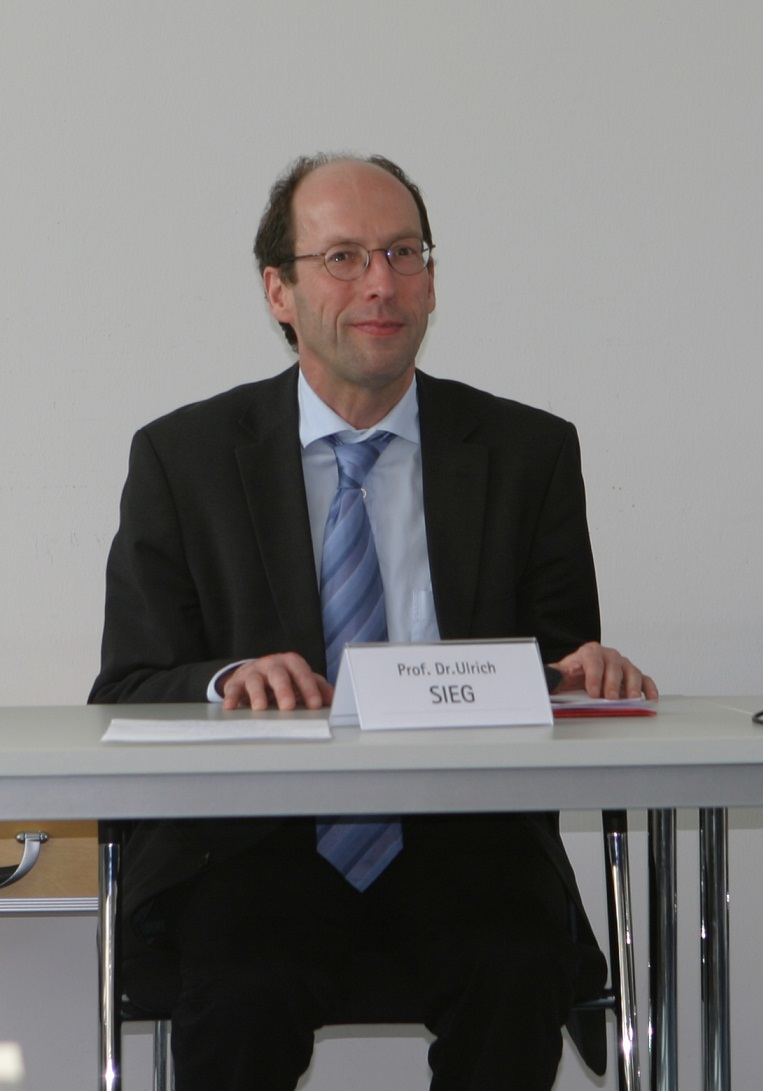
Ulrich Sieg bei der Tagung „Liberalismus als Feindbild“ des Archivs des Liberalismus in Gummersbach, 2013

Ulrich Sieg (* 27. Mai 1960 in Lübeck) ist ein deutscher Historiker und außerplanmäßiger Professor an der Universität Marburg.

## Wissenschaftliche Laufbahn
Nach dem Abitur an der Oberschule zum Dom in Lübeck studierte Sieg Geschichte, Philosophie und Germanistik an den Universitäten Kiel, Hamburg und Marburg. 1993 wurde er mit einer Arbeit zur Marburger Universitätsgeschichte zum Dr. phil. promoviert. Danach war er als wissenschaftlicher Mitarbeiter an der Forschungsstelle für Universitäts- und Wissenschaftsgeschichte an der Universität Marburg tätig. Seit 1994 ist er dort Lehrbeauftragter. 1999 habilitierte er sich mit einer Untersuchung zur deutsch-jüdischen Ideengeschichte im Ersten Weltkrieg. 2005 wurde er in Marburg zum außerplanmäßigen Professor ernannt.
Sieg vertrat Lehrstühle in  an der McGill University in Montreal (2007/08), in Marburg (2010/11), Frankfurt am Main (2011/12) und München (2016). Seit 2023 verfasst er im Auftrag der Universität eine Geschichte der Philipps-Universität Marburg von 1866 bis in die 1970er Jahre für das 500-jährige Universitätsjubiläum 2027.
Sieg ist Mitglied des Wissenschaftlichen Rates der Brüder Grimm-Gesellschaft, seit 2013 der Historischen Kommission für Hessen und seit 2019 des Kuratoriums der Wolf-Erich-Kellner-Gedächtnisstiftung. Er ist Vertrauensdozent der Friedrich-Naumann-Stiftung für die Freiheit an der Universität Marburg.

## Forschungsgebiete
Zu Siegs Forschungsgebieten gehören die Wissenschafts- und Universitätsgeschichte im 19. und 20. Jahrhundert, die Politische Ideengeschichte seit 1800, die Geschichte des Judentums im deutschen Kaiserreich und in der Weimarer Republik, die Geschichte des Antisemitismus, die Philosophiegeschichte und die Geschichte des Schachspiels.

## Auszeichnungen und Stipendien
Ulrich Sieg gewann den Wissenschaftspreis Hessische Geschichte und Landesgeschichte des Vereins für hessische Geschichte und Landeskunde (1988), den Wilhelm-Liebknecht-Preis der Universitätsstadt Gießen (1993), den Habilitationspreis des Verbandes der Historiker und Historikerinnen Deutschlands für hervorragende Leistungen des wissenschaftlichen Nachwuchses (2000) und den Preis zur Förderung der Übersetzung geisteswissenschaftlicher Literatur (2008).
Sieg erhielt Stipendien der Gerda Henkel Stiftung, der Deutschen Forschungsgemeinschaft, der Prof.-Dr.-Adolf-Schmidtmann- und der Fazit-Stiftung. Er war 1997 Loewenstein-Wiener-Fellow am Hebrew Union College in Cincinnati, Ohio, 2003 Member of the Common Room des Wadham College in Oxford und 2007 Fellow in residence des Kollegs Friedrich Nietzsche in Weimar. 2017/18 erhielt er ein Stipendium der Klassik Stiftung Weimar.

## Schachsport
Als Schachspieler war Ulrich Sieg mit dem Lübecker Schachverein von 1873 in der Saison 1999/2000 in der deutschen Schachbundesliga aktiv und bestritt Länderkämpfe für den Schachverband Schleswig-Holsteins. Er trägt seit 1995 den Titel eines FIDE-Meisters. Seine höchste Elo-Zahl war 2335 von Juli 1992 bis Juni 1993.

## Veröffentlichungen (Auswahl)

### Monografien
- Die Geschichte der Philosophie an der Universität Marburg von 1527 bis 1970. Hitzeroth Verlag, Marburg 1988 (= Aus den Fachbereichen der Philipps-Universität Marburg. Bd. 2), ISBN 978-3-925944-80-2.
- Das Fach Philosophie an der Universität Marburg 1785–1866. Ein Beitrag zur Universitäts- und Wissenschaftsgeschichte unter besonderer Berücksichtigung von Problemen der Lehre und des Studiums. Verein für hessische Geschichte und Landeskunde, Kassel 1989 (= Hessische Forschungen zur geschichtlichen Landes- und Volkskunde. Bd. 18). [zugleich: Magisterarbeit, Universität Marburg 1985], ISBN 3-925333-16-9.
- Aufstieg und Niedergang des Marburger Neukantianismus. Die Geschichte einer philosophischen Schulgemeinschaft. Königshausen & Neumann, Würzburg 1994 [zugleich: Diss. phil., Universität Marburg 1993], ISBN 978-3-88479-944-4.
- Jüdische Intellektuelle im Ersten Weltkrieg. Kriegserfahrungen, weltanschauliche Debatten und kulturelle Neuentwürfe. Akademie Verlag, Berlin 2001 [zugleich: Habilitationsschrift, Universität Marburg 1999], ISBN 978-3-05-004524-5.
- Deutschlands Prophet. Paul de Lagarde und die Ursprünge des modernen Antisemitismus. Carl Hanser Verlag, München/Wien 2007, ISBN 978-3-446-20842-1.[4] Amerikanisch unter dem Titel: Germany's Prophet. Paul de Lagarde & the Origins of Modern Antisemitism, Brandeis University Press, Waltham 2013, ISBN 978-1-58465-755-2.
- Geist und Gewalt. Deutsche Philosophen zwischen Kaiserreich und Nationalsozialismus. Carl Hanser Verlag, München 2013, ISBN 978-3-446-24143-5.
- Gerechtigkeitssinn und Empörung. Die „Marburger Schule“ des Neukantianismus. Verlag Blaues Schloss Marburg, Marburg 2016, ISBN 978-3-943556-59-9.
- Die Macht des Willens. Elisabeth Förster-Nietzsche und ihre Welt. Carl Hanser Verlag, München 2019, ISBN 978-3-446-25847-1.

### Editionen und Sammelbände
- (Bearbeiter, mit Anne Christine Nagel): Die Philipps-Universität Marburg im Nationalsozialismus. Dokumente zu ihrer Geschichte. Steiner Verlag, Stuttgart 2000 (= Academia Marburgensis. Bd. 7), ISBN 3-515-07653-0.
- (Herausgeber, mit Michael Dreyer): Emanuel Lasker – Schach, Philosophie, Wissenschaft. Philo Verlag, Berlin 2001, ISBN 3-8257-0216-2.
- (Herausgeber, mit Dietrich Korsch): Die Idee der Universität heute. K. G. Saur Verlag, München 2005 (= Academia Marburgensis. Bd. 11), ISBN 3-598-24573-4.
- (Herausgeber, mit Werner Bergmann): Antisemitische Geschichtsbilder. Klartext Verlag, Essen 2009 (= Antisemitismus: Geschichte und Strukturen. Bd. 5), ISBN 978-3-8375-0114-8.
- (Herausgeber, mit Ewald Grothe): Liberalismus als Feindbild. Wallstein Verlag, Göttingen 2014, ISBN 978-3-8353-1551-8.

Aufsatzsammlung
- Vom Ressentiment zum Fanatismus. Zur Ideengeschichte des modernen Antisemitismus. Europäische Verlagsanstalt, Hamburg 2022, ISBN 978-3-86393-135-3.[5]